# Superheroes Unite for BBC Children in Need
Superheroes Unite for BBC Children in Need  es una película de animación de 2014, realizada para la emisión en la televisión británica BBC. La película incluye las voces de los actores Daniel Craig, Helena Bonham Carter y Tom Jones.

## Reparto
- Daniel Craig es la voz del Narrador.
- Helena Bonham Carter es la voz de Capitán Costume.
- Abbey Clancy es la voz de Bearface.
- Paul Hollywood es la voz del panadero.
- Tom Jones es la voz del entrenador.
- Louis Smith es la voz del contendiente.